# الأندلس (الرقة)
الأندلس قرية سورية تتبع ناحية مركز الرقة في منطقة مركز الرقة في محافظة الرقة. بلغ عدد سكانها 1000 نسمة في عام 2004 حسب إحصاء المكتب المركزي للإحصاء.